# ブルグ県
ブルグ県（フランス語: Boulgou）は、ブルキナファソに45ある県のひとつ。中東部地方に属する。県都はタンコドゴ（Tenkodogo）。人口は2006年の国勢調査時点で54万2286人である。

## 下位行政区画

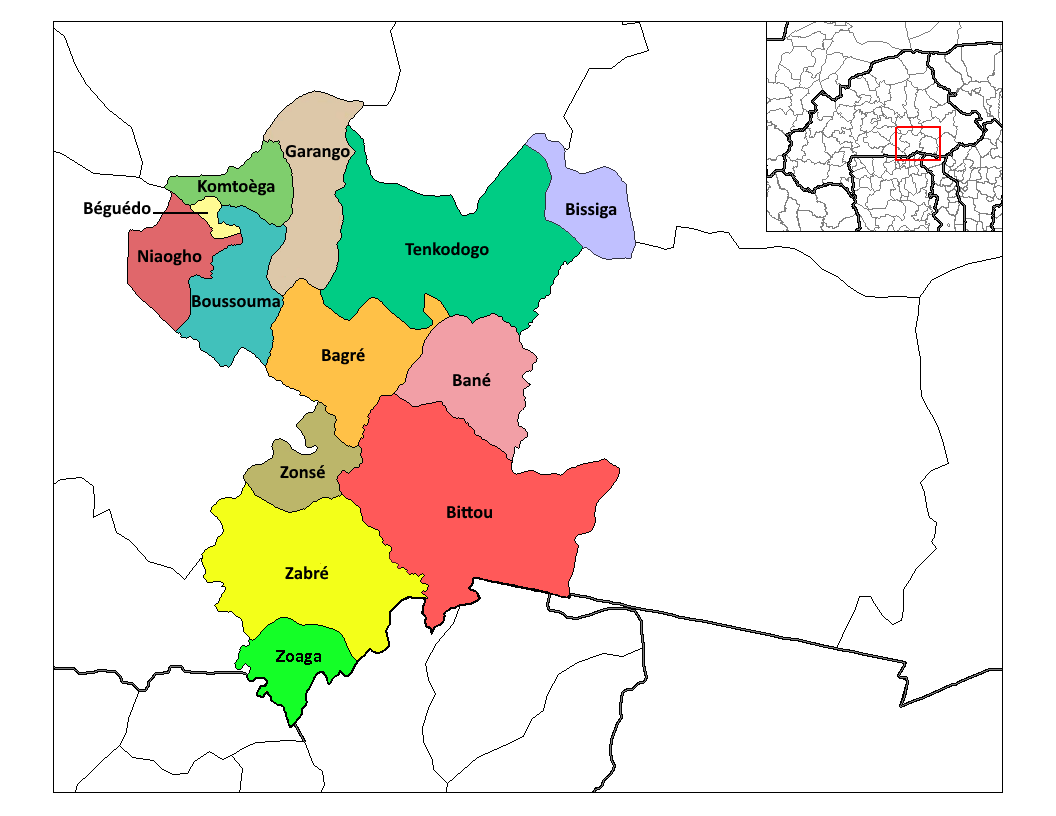
県内の地図

以下の13の郡に分けられる。
| 郡           | 中心都市   | 人口 （2006年国勢調査） |
| ------------ | ---------- | ----------------------- |
| バグレ郡     | バグレ町   | 29,328                  |
| バネ郡       | バネ       | 24,541                  |
| ベギュエド郡 | ベギュエド | 19,665                  |
| ビシガ郡     | ビシガ     | 21,228                  |
| ビットゥ郡   | ビットゥ   | 70,760                  |
| ブスマ       | ブスマ     | 26,473                  |
| ガランゴ郡   | ガランゴ   | 71,408                  |
| コントエガ郡 | コントエガ | 20,126                  |
| ニャオゴ郡   | ニャオゴ   | 19,091                  |
| タンコドゴ郡 | タンコドゴ | 124,053                 |
| ザブレ郡     | ザブレ     | 84,728                  |
| ゾアガ郡     | ゾアガ     | 10,892                  |
| ゾンセ郡     | ゾンセ     | 19,993                  |

## 隣接する県
- ガンズル県
- クリテンガ県
- グルマ県
- クルペロゴ県
- サバナ州 (Kpendjal Prefecture)
- アッパー・イースト州 (Bawku Municipal District, Bawku West District, Bongo District)
- ナウリ県
- ズンドウェオゴ県